# Джонс, Уильям (филолог)
Сэр Уи́льям Джонс (англ. Sir William Jones; 28 сентября 1746 — 27 апреля 1794) — британский (валлийский) филолог, востоковед (в первую очередь индолог) и переводчик, основатель Азиатского общества; традиционно считается основоположником сравнительно-исторического языкознания. Член Лондонского и Эдинбургского королевских обществ.

## Биография
Уильям Джонс родился в Бофорт-Билдингз (Вестминстер) в семье математика сэра Уильяма Джонса, который умер, когда Джонсу-младшему было всего три года. Уже в детстве Джонс обнаружил необычные способности к языкам, достаточно рано выучив греческий, латынь, персидский и арабский, а также основы китайского. К концу жизни он в совершенстве владел тринадцатью языками.
Джонс учился в одной из самых престижных школ Англии (Хэрроу), а затем — в Оксфорде, где в 1764 году окончил Университетский колледж. В 1763 году Джонс сочинил латинскую поэму «Каисса», рассказывающую об изобретении шахмат (с тех пор богиня Каисса считается покровительницей этой игры).
Несмотря на то, что он получил стипендию, Джонс был слишком беден и зарабатывал преподаванием. Его учеником был семилетний граф Спенсер, предок принцессы Дианы. После окончания университета он в течение шести лет зарабатывал преподаванием и переводами, но быстро получил известность как филолог-востоковед. По просьбе короля Дании Кристиана VII он перевёл с персидского на французский язык «Историю Надир-шаха»: это была первая из множества опубликованных им работ по истории и литературе Востока. Ещё до отъезда в Индию он стал членом Королевского общества.
В 1771 году французский учёный Анкетиль-Дюперрон опубликовал первый перевод Авесты. Тогда Джонс сочинил по-французски памфлет, в котором доказывал, что такой великий мудрец, как Заратуштра, не мог проповедовать «чепуху и околесицу», которая содержится в переводе. Позднее он был склонен рассматривать язык Авесты как диалект санскрита.
В 1774 году Джонс опубликовал книгу «Poeseos Asiaticae Commentariorum libri sex», где содержалось описание арабской, персидской и отчасти тюркской метрики и поэтики и сопоставление арабских и античных стихотворных размеров.
В 1770 году Джонс начал изучать юриспруденцию и через три года получил диплом. Позже он отправился окружным судьёй в Уэльс, а затем жил в Париже, где безуспешно работал с Бенджамином Франклином, пытаясь разрешить вопросы, связанные с Американской революцией. Наконец в 1783 году он получил назначение в Калькутту, в верховный суд Бенгалии.
Джонс был очарован культурой Индии, до тех пор почти не известной европейской науке. Он основал Бенгальское азиатское общество, организацию, поощрявшую изучение всех аспектов индийской жизни. В течение следующих десяти лет Джонс создал огромное количество трудов по истории, музыке, литературе, ботанике и географии, а также перевёл на английский язык многие важнейшие документы и памятники индийской истории.
Джонс скончался в 1794 году от заболевания печени. «Замечательная личность своего времени, выдающийся востоковед, юрист, общественный деятель, борец за гражданские права англичан, талантливый поэт. Он стал одним из основоположников английского научного востоковедения, в первую очередь ирано- и индоведения. В 1783 г. Джонс переехал в Калькутту, получив должность судьи. Здесь он овладевает санскритом, переводит индийские источники, в том числе древние законы Ману, организует в 1784 г. Бенгальское азиатское общество. Относясь с глубоким уважением к Индии, ее культуре и народу, У. Джонс в то же время, будучи членом британского суда в Индии, сам являлся немаловажным винтиком колониального аппарата — один из нередких жизненных парадоксов», — так характеризовал его жизнь историк Владимир Николаевич Никифоров.

## Вклад в индологию

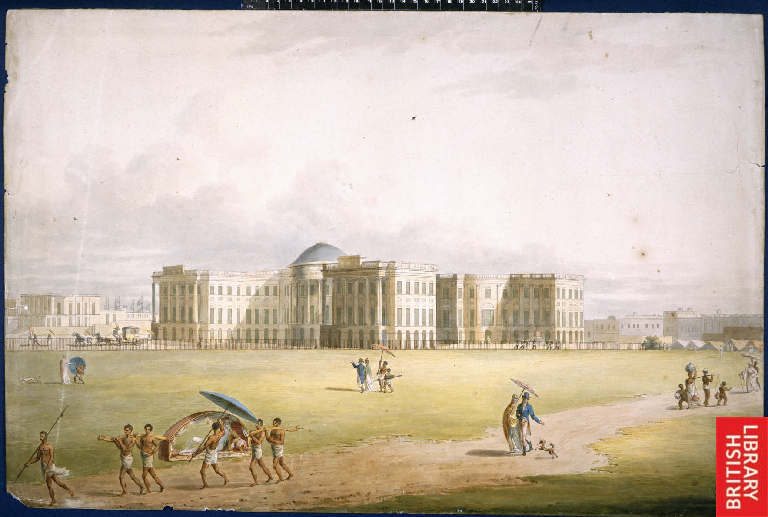
Дом правительства в Калькутте. Начало XIX века

До Джонса культура Индии оставалась в основном неизвестной в Европе. Впервые санскритская литература стала известна ещё в 1651 году, когда голландец Абрахам Рогер издал «Open-Deure tot het verborgen Heydendom» («Открытые двери в тайное язычество»), где были записаны некоторые индийские пословицы, сообщённые ему (по-португальски) одним брахманом, а также некоторые наблюдения относительно литературы брахманов. Позже стали появляться и переводы (например, англичанин Джон Маршалл перевёл с одного из индийских языков «Сама-веду», а с персидского — «Бхагавата-пурану»; правда, его переводы так и не были изданы). Большую работу по изучению языков и литературы Индии вели миссионеры, в основном иезуиты, однако лишь немногое было опубликовано в Европе.
Укрепление англичан в Индии требовало, в частности, знания местных законов. Первыми был составлен свод индуистских законов, который, однако, переводился не с санскрита, а с персидского, поскольку пандиты отказались учить его составителя, Уильяма Холхеда, санскриту. Когда Джонс прибыл в Калькутту, одной из его главных целей было составление свода мусульманских законов (большинство бенгальцев — мусульмане).
Однако Джонса интересовала вообще культура Индии, и он решил, что необходимы совместные усилия учёных. В сентябре 1784 года состоялось первое собрание Бенгальского азиатского общества, которое, по мысли Джонса, должно было стать главным посредником между Европой и Индией; главной своей целью он полагал рассказать Европе о богатстве индийского культурного наследия.
Вскоре после прибытия он составил «Очерк литературы индусов» (Easy on the Literature of the Hindus). В нём он писал следующее:
Поскольку европейцы обязаны голландцам почти всем, что они знают об арабском, а французам — всем, что им известно о китайском, пусть они получат от нашей нации первые точные знания о санскрите и о ценных трудах, что на нём написаны.
Он также основал периодическое издание «Азиатские исследования» (Asiatic Researches), чтобы публиковать труды членов Общества и поддерживать его существование. Несмотря на тревогу Джонса, «Исследования» произвели в Европе настоящий фурор и выдержали три «пиратских» издания..
Вначале Джонс не считал необходимым выучить санскрит, так как он видел своей задачей распространение результатов чужих исследований. Однако позже он всё же занялся им: в марте 1785 года он получил в подарок рукопись свода индийских законов «Манудхармашастра», и этого искушения он выдержать не смог. В сентябре того же года в одном из писем он признается, что занялся санскритом:
…ибо я не могу больше вынести того, чтобы находиться в плену наших пандитов, которые делятся индусскими законами, как им вздумается
В письме к Уоррену Гастингсу в 1791 году он уже признавался, что бегло общается на санскрите. Тем не менее главное его достижение в санскритологии — так называемая третья юбилейная лекция (2 февраля 1786), в которой он писал:
Независимо от того, насколько древен санскрит, он обладает удивительной структурой. Он более совершенен, чем греческий язык, более богат, чем латинский, и более изыскан, чем каждый из них, и в то же время он носит столь близкое сходство с этими двумя языками, как в корнях глаголов, так и в грамматических формах, что оно вряд ли может быть случайностью; это сходство так велико, что ни один филолог, который занялся бы исследованием этих языков, не смог бы не поверить тому, что они произошли из общего источника, которого уже не существует
Джонс активно занимался изданием индийских текстов и их переводом: в 1792 году он издал отрывок из «Калидасы» в записи бенгальским алфавитом, в 1789 году — перевод драмы Калидасы «Шакунтала», в 1794 — перевод «Манудхармашастра» («Законов Ману», 2-е издание — 1796), после смерти Джонса вышло издание «Хитопадеши». Кроме того, он активно писал статьи в «Азиатские исследования» на самые разные темы: от ботаники и музыки до индийских шахмат и местных болезней. Кроме того, Джонс разработал стандартную систему транслитерации санскритских названий.
Вся деятельность Джонса была направлена на то, чтобы уничтожить европейские представления об Индии как о «дикой», «нецивилизованной» стране и включить её в тогдашние понятия о родстве народов и их рассеянии, которые были основаны в первую очередь на Книге Бытия. Согласно Джонсу, индийцы, как и европейские народы, принадлежали к потомкам Яфета: так они сразу получали собственное место во всемирной истории.

## Джонс и сравнительно-историческое языкознание

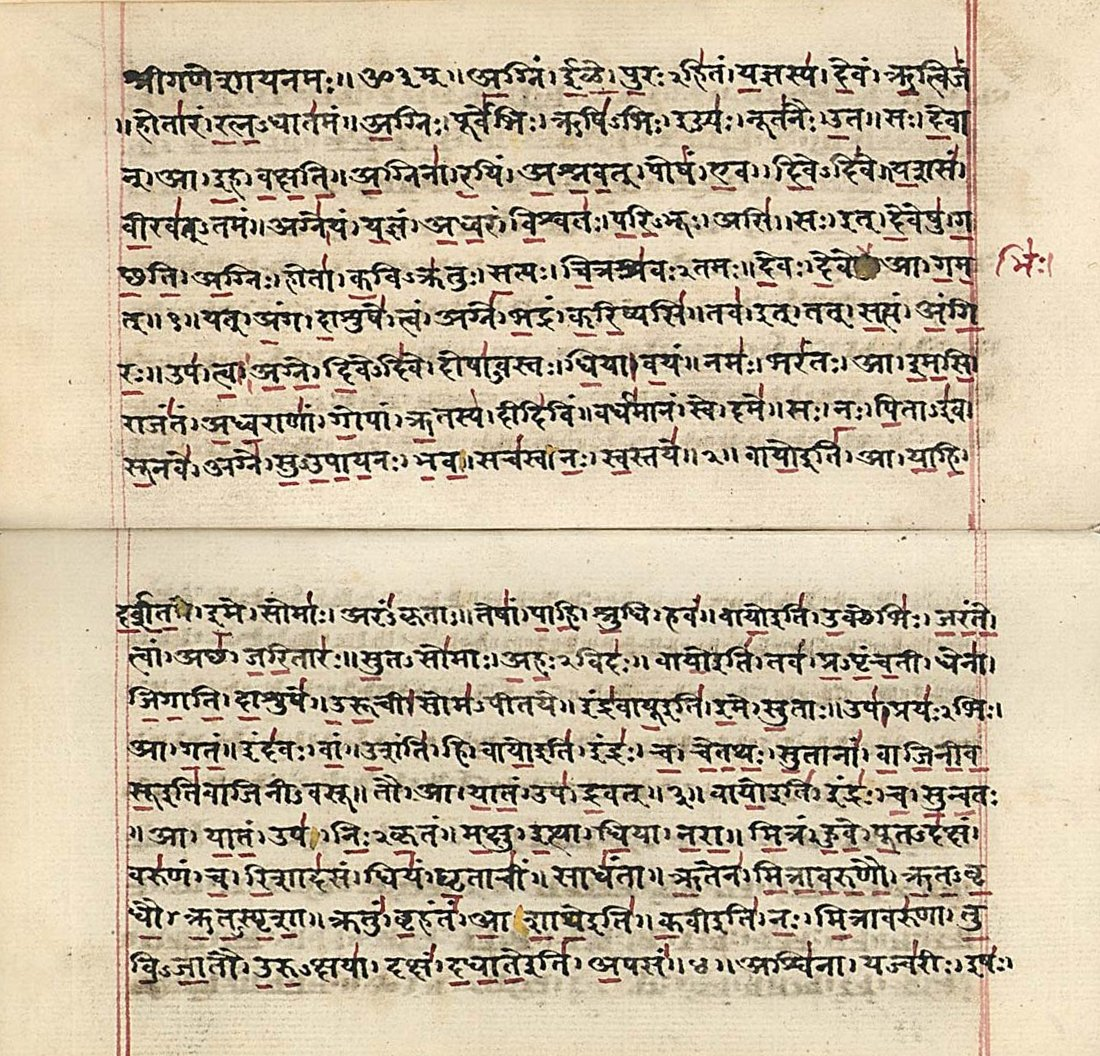
Рукопись Ригведы, изготовленная в XIX веке

Цитированный выше отрывок из Третьей юбилейной речи (прочитанной в 1786 и опубликованной в 1788 году) часто считается началом сравнительно-исторического языкознания, так как в нём указано на существование индоевропейской языковой семьи. Кроме латыни и греческого, Джонс видел сходство санскрита с готским языком, а также с кельтскими языками, о чём писал в изданной в 1786 году книге «Санскритский язык» (The Sanscrit language).
Тем не менее Джонс не был компаративистом в строгом смысле слова, так как, приводя свои наблюдения, он не подкреплял их соответствующими данными и вообще не проводил систематических сравнений, которые являются необходимым компонентом сравнительно-исторического метода.
Кроме того, Джонс был автором статьи «О богах Греции, Италии и Индии», которая считается одним из первых опытов сравнительной мифологии.
Джонс вообще не считал себя «филологом», ограничиваясь в основном чисто практическим изучением языков. В то же время он понимал необходимость строгого подхода к этимологии и отвергал дилетантские построения, так популярные в то время среди энтузиастов-любителей. В той же Третьей юбилейной речи он критикует гипотезы Джейкоба Брайанта. Джонс пишет:
Без сомнения, этимология приносит определённую пользу историческим исследованиям; но как способ доказательства она столь ненадёжна, что, проясняя один факт, затемняет тысячу других, и чаще граничит с бессмысленным, чем приводит к точному выводу. Схожесть звуков и букв редко несёт сама по себе большую убедительную силу; однако часто, не получая никакой помощи от этих преимуществ, она может быть бесспорно доказана внешними данными. A posteriori нам известно, что и fitz, и hijo […] происходят от filius; что uncle происходит от avus, а stranger — от extra […]; все эти этимологии, хотя их и нельзя доказать a priori, могли бы послужить подтверждением — если бы оно было необходимо — того, что некогда существовала связь разных частей великой империи. но если мы производим английское слово hanger (небольшой меч) от персидского, потому что некоторые невежды так записывают слово khanjar, хотя оно и обозначает совсем другое оружие […] мы нисколько не продвигаемся в деле доказательства родства народов и только ослабляем те аргументы, которые в противном случае получили бы прочное подтверждение.
Это утверждение звучит удивительно современно: действительно, само по себе языковое родство очень мало говорит об истории развития и расхождения народов, говорящих на двух языках.
Современный сравнительно-исторический метод появился позже, в Европе, когда информация о санскрите, полученная во многом благодаря трудам Джонса, была совмещена с имевшимися знаниями о классических и других древних языках Европы. Центром санскритологии в Европе стала вначале Франция, а позже — Германия. В Британии же Джонс потерпел неудачу, и там в конце концов на долгое время восторжествовал подход к индийцам как к дикарям, которых следовало цивилизовать: в результате научная индология там не получила большого развития.